# 青山吉能
青山吉能（日语：／ Aoyama Yoshino，1996年5月15日—）是日本的女性聲優，81 Produce所屬。
熊本縣出身，血型為A型。

## 經歷
2012年，在avex×81 Produce「Wake Up, Girls! Audition」第二次動畫歌曲、主唱甄選會中合格。
2013年4月，組成聲優組合「Wake Up, Girls!」並自同年7月開始主要活動。但本人並未定居東京，而是從熊本前往東京及各地區參加活動。
2014年，以「Wake Up, Girls!」成員身份在全國巡迴演唱會以及Animelo Summer Live演出，並成功在幕張展覽館舉辦觀眾達到約5,000人的單獨LIVE。此外還在地區性的FM廣播首次主持個人冠名節目。
2015年，「Wake Up, Girls!」獲得第九回聲優獎特別賞。同年3月，宣佈錄取大學並前往東京生活。
2016年，與小林龍之、澀谷梓希、若井友希、吉岡茉祐組成「D-selections」。為同年4月播放的電視動畫《HUNDRED百武裝戰記》演唱片頭曲「BLOODRED」。
2020年3月5日宣布因健康問題暫時停止聲優工作。同年4月4日經紀公司公告其回歸。
2023年，與鈴代紗弓、水野朔、長谷川育美主持的《孤獨搖滾！》廣播節目「Bocchi the Radio!」獲得第 8 屆動畫廣播大賞最優秀廣播獎、最優秀女性廣播獎及最佳樂趣廣播獎。

## 人物
- 中學一年級的青山吉能認為自己的長處只有聲音，為了發揮自己的聲音而努力參加了不少甄選會[12][13]。東日本大震災發生後，身在熊本縣的青山吉能由於想要為東北地方出一份力，因而決定參加Wake Up, Girls!的甄選會[14]。
- 小、中學都是合唱部。
- 特殊專長有合唱、書法、滑雪。關於滑雪方面，青山吉能曾參加國體冬季大會的大回轉項目[15]。
- 家庭構成是父親、母親、哥哥、兩個姐姐。
- 吉能的「吉」是來自父親的名字，「能」是來自伊能忠敬。
- 容易沉迷於遊戲，甚至在遊玩白貓Project的過程中度過正月以及迎接自己的生日[16][17]。
- 中學時期十分沉迷聽vocaloid的樂曲。
- 與身為Wake Up, Girls!前輩的i☆Ris成員之一的澀谷梓希交情深厚，青山吉能在2015年的生日收到澀谷梓希贈送的洋裝並接到她打來的電話[17]。

## 演出作品
粗體字為主要角色。

### 電視動畫
2014年
- Wake Up, Girls!（七瀨佳乃[18]）

2015年
- 與魔共舞（女學生）
- 駭客娃娃 THE Anima～tion（ゆっぴー、老闆娘）

2016年
- Anne Happy ♪（保育士1、外殼）
- 為美好的世界獻上祝福！（菲歐）
- HUNDRED百武裝戰記（女學生）
- 魔奇 辛巴達的冒險（女客人B）
- orange橘色奇蹟（經紀人）
- TABOO TATTOO－禁忌咒紋－（店員、女學生A、侍女）
- 灼熱桌球娘（由良木由良、前輩1）

2017年
- 為美好的世界獻上祝福！2（菲歐）
- 黑色推銷員NEW（陽子）
- 戀愛暴君（古莉[19]）
- 情色漫畫老師（編輯部員）
- 從零開始的魔法書（羅謝爾）
- 狂賭之淵（女學生、美化委員）
- 異世界食堂（蒂亞娜）
- 獨占我的英雄（佐藤）
- 帶著智慧型手機闖蕩異世界。（玲寧）
- Wake Up, Girls! 新章（七瀨佳乃）

2018年
- Classica Loid 第2期（學生C）
- 三次元女友 REAL GIRL（辣妹、女學生）
- 阿宅的戀愛太難（星巴店員2）
- 遙的接球（工作人員）
- 百鍊霸王與聖約女武神（愛菲利亞）

2019年
- 盾之勇者成名錄（兔皮兒）
- 約定的夢幻島（馬克、妮娜）
- 騷亂時節的少女們（女學生、富多笑美）
- 卡片對戰Vanguard（少年）

2020年
- 成群結伴！西頓學園（馬縞黑江[20]）
- 緣結熊本！（千葉泉、大學的友人A）
- 歌舞伎町夏洛克（坂口羽美）
- 異種族風俗娘評鑑指南（庫拉馮）
- 社長，戰鬥的時間到了！（真琴[21]）
- 放學後堤防日誌（女子）
- DECA-DENCE（鈴梅、油輪C、廣播）
- 女學。～聖女斯克威爾學院～（iYuzuha、觀眾、同班同學)
- 弩級戰隊HXEROS（浣熊）
- 前說！（女性主持人、助手 寺田）
- 熊熊勇闖異世界（露麗娜）

2021年
- 賽馬娘 Pretty Derby Season 2（リオナタール）
- 約定的夢幻島 Season 2（馬克）
- 奇蛋物語 Wonder Egg Priority（井上）
- 哆啦A夢（氣象預報員）
- 搖曳露營△ SEASON2（卡力布店員）
- 決鬥大師 KING!（ピョンチキ）
- 86－不存在的戰區－（新人〈女〉）
- 歌劇少女!!（堀口明菜）
- 橘色榮耀！（小野真美）
- 三角窗外是黑夜（女學生）
- 狂熱深淵 迷失的孩子（酒保）
- 陰陽眼見子（磯崎、長谷川）

2022年
- CUE!（陽菜的同學）
- 終末的後宮（小雪）
- 舞動不止（村尾ななこ）
- 影宅 -2nd Season-（伊芙琳、伊芙）
- SHINE POST（井之頭公園廣播）
- 孤獨搖滾！（後藤一里[22]）
- 給不滅的你 Season2（教會的女子）
- 百萬噸級武藏（操作員）
- 無名怪談（梵[23]）

2023年
- 帶着智能手機闖蕩異世界。2（玲寧）
- 寶可夢 地平線（小點/咕嚕咪[24]、布撥[25] ）
- World Dai Star（寺原海洋[26]）
- 熊熊勇闖異世界 PUNCH！（露麗娜）
- 躍動青春（中學生女子）
- 為美好的世界獻上爆焰！（魔劍勇者的同伴）
- 謊言遊戲（浦坂波留）
- 英雄教室（特洛瓦[27]）
- 大小姐和看門犬（勝木）
- 暫停！讓我查攻略（娜格·耶布）
- 吉伊卡哇 （灰色的孩子）[28]

2024年
- 寶可夢 地平線（作業員、一家鼠）
- 治癒魔法的錯誤使用法（烏露露[29]）
- 烏鴉不擇主（藤波[30]）
- 格鬥實況（目黒ルミ[31]）
- 吉伊卡哇（那孩子）
- 哎咕島消失的舔甜歌姬（世界末日[32]）
- 我的妻子不具感情（小杉明里[33]）
- 從路人角色開始的探索英雄譚（神宮寺愛理[34]）
- 不時輕聲地以俄語遮羞的鄰座艾莉同學（宮前乃乃亞[35]）
- 去參加聯誼，卻發現完全沒有女生在場（榛[36]）

2025年
- 群花綻放、彷如修羅（箕原無花果[37]）
- 直至魔女消逝（梅格·拉茲貝莉[38]）
- 歲月流逝飯菜依舊美味（小川詩音[39]）
- 為丑女獻上花束（鶯谷菫[40]）
- 明天，美食廣場見。（山本[41]）
- 帝乃三姊妹意外地容易相處。（帝乃三和[42]）
- 新吊帶襪天使（宅女／Gunsmith Bitch[43]）
- 歌聲是法式千層酥（環木鈴蘭[44]）
- GRAND BLUE碧藍之海（乙矢尚海[45]）
- 轉生惡女的黑歷史（依雅娜·瑪格諾麗亞[46]）

2026年
- 不時輕聲地以俄語遮羞的鄰座艾莉同學（第2期）（宮前乃乃亞[47]）

### 劇場版動畫
2014年
- Wake Up, Girls! 七位偶像（七瀨佳乃[18]）

2015年
- Wake Up, Girls! 續·劇場版（七瀨佳乃[48]）

2022年
- 劇場版 五等分的花嫁
- 鈴芽之旅

2024年
- 劇場總集篇孤獨搖滾！ Re:（後藤一里[49]）
- 劇場總集篇孤獨搖滾！ Re:Re:（後藤一里[49]）
- 劇場版 OVERLORD 聖王國篇（寧亞·巴拉哈[50]）

### 網路動畫
2014年
- Wake Up, GirlZOO!（佳乃、紅獅子、藏青鯊魚、紫狼、藍熊）

2025年
- 從前從前有隻貓 世界喵童話（キジトラ[51]）

### 遊戲
2013年
- Wake Up, Girls! 舞台的天使（七瀨佳乃）

2015年
- MIRACLE GIRLS FESTIVAL（七瀨佳乃）

2016年
- 白貓Project（摩妮卡[52]）

2018年
- 女友伴身邊（伊勢谷里都）
- 心跳偶像（青山翼）

2020年
- 守望傳說（銀荷）

2022年
- 閃耀幻想曲（後藤一里[53]）
- 賽馬娘 Pretty Derby （鶴丸剛志）

2023年
- 梦幻模拟战 Mobile（宁芙）
- 蔚藍檔案 （朱城ルミ)
- 碧蓝航线 六期科研船（奇尔沙治）

2024年
- 魔法禁书目录 幻想收束（恋查）
- 鳴潮（今汐）
- 不時輕聲地以俄語遮羞的鄰座艾莉同學 益智派對（宫前乃乃亚[54]）
- 白荆回廊（劉兄）
- 死亡終局 輪迴試煉 Code Z（火渡沙也香[55]）
- Strinova卡拉彼丘 (艾卡)

2025年
- 優米雅的鍊金工房 ～追憶之鍊金術士與幻創之地～（蕾妮雅）

### 廣播節目
- Wake Up, Radio!（放送日期︰2014年5月11日－2015年12月11日）不定期登場
- （︰2014年10月3日－12月26日）[4]
- 恋愛暴君暴走族廣播（古莉）（2017年 - 、HiBiKi Radio Station[56]）
- 青山吉能と前田佳織里 金曜日のしじみ（2021年 - ）
- コクドル！ WEBラジオ「るーとなびげーしょん！」（2022年 - ）
- 孤獨廣播！（2022年 - ）
- 青山吉能と高木美佑の、締め切りは月曜15時です!!（2023年 - ）

### 網路電視
- Wake Up, Radio!（生）（Niconico生放送，2014年5月11日－2015年12月16日）不定期演出

### 電視節目
- WUGBAN（東京電視台，播出日期︰2015年7月15日－9月30日）

### 舞台
- Eschachron（朗读剧，2016年7月10日）

### 有聲小說
2020年
明日の世界で星は煌めく （榊帆乃夏）

### 其他
- 小春六花——声音合成软件Synthesizer V、CeVIO声库的声源

## 唱片
關於青山吉能以Wake Up, Girls!名義參加的活動，請參考「Wake Up, Girls!」

### 單曲
| 枚  | 發售日         | 標題           | 規格     |
| --- | -------------- | -------------- | -------- |
| 1st | 2022年3月9日   | Page           | 數位單曲 |
| 2nd | 2022年7月27日  | あやめ色の夏に | 數位單曲 |
| 3rd | 2022年12月14日 | My Tale        | 數位單曲 |
| 4th | 2023年9月27日  | 空飛ぶペンギン | 數位單曲 |
| 5th | 2024年2月28日  | Flowery        | 數位單曲 |

### 專輯
|        | 發售日       | 標題       | 規格編號                                                                                          | 規格編號  | 最高位 |
| 限定盤 | 發售日       | 標題       | 通常盤                                                                                            |           | 最高位 |
| ------ | ------------ | ---------- | ------------------------------------------------------------------------------------------------- | --------- | ------ |
| 1st    | 2023年3月8日 | la valigia | - TEI-280（テイチクオンライン限定盤） - TEI-286（アニメイト限定盤） - TEI-287（ゲーマーズ限定盤） | TECI-1797 | 25位   |

### 歌手名義參加歌曲
| 發售日  | 商品名稱 | 演唱名義     | 歌曲         | 備註                                |
| 2016年  | 2016年   | 2016年       | 2016年       | 2016年                              |
| ------- | -------- | ------------ | ------------ | ----------------------------------- |
| 5月25日 | BLOODRED | D-selections | 「BLOODRED」 | 電視動畫《HUNDRED百武裝戰記》片頭曲 |

### 角色歌
| 發售日  | 商品名稱                                      | 演唱名義             | 歌曲                      | 備註                                         |
| 2014年  | 2014年                                        | 2014年               | 2014年                    | 2014年                                       |
| ------- | --------------------------------------------- | -------------------- | ------------------------- | -------------------------------------------- |
| 12月3日 | Wake Up, Girls!Character song series 七瀨佳乃 | 七瀨佳乃（青山吉能） | 「」 「」                 | 電視動畫《Wake Up, Girls!》相關歌曲          |
| 2016年  |                                               |                      |                           |                                              |
| 2月3日  | 駭客娃娃 HackaSong2號                         | （青山吉能）         | 「Doesn't Know Anything」 | 電視動畫《駭客娃娃 THE Anima～tion》相關歌曲 |
| 2023年  |                                               |                      |                           |                                              |
| 8月3日  | 梦幻模拟战                                    | 宁芙（青山吉能）     | 「不灭的光」              | 手机游戏《梦幻模拟战 Mobile》五周年纪念曲    |

### 團體成員
1. ↑  小林龍之（日语：小林竜之）、澀谷梓希、若井友希、青山吉能、吉岡茉祐

## 外部連結
- 事務所公開簡歷 （页面存档备份，存于）（日語）
- GREEN LEAVES的個人檔案 （页面存档备份，存于）（日語）
- 青山吉能的X（前Twitter）